# Парпевиль
Парпеви́ль (фр. Parpeville) — коммуна во Франции, находится в регионе Пикардия. Департамент коммуны — Эна. Входит в состав кантона Рибмон. Округ коммуны — Сен-Кантен.
Код INSEE коммуны — 02592.

## Население
Население коммуны на 2010 год составляло 241 человек.
| 1962 | 1968 | 1975 | 1982 | 1990 | 1999 | 2010 |
| ---- | ---- | ---- | ---- | ---- | ---- | ---- |
| 308  | 283  | 226  | 244  | 216  | 219  | 241  |

## Экономика
В 2010 году среди 146 человек трудоспособного возраста (15—64 лет) 104 были экономически активными, 42 — неактивными (показатель активности — 71,2 %, в 1999 году было 71,8 %). Из 104 активных жителей работали 85 человек (47 мужчин и 38 женщин), безработных было 19 (6 мужчин и 13 женщин). Среди 42 неактивных 12 человек были учениками или студентами, 14 — пенсионерами, 16 были неактивными по другим причинам.